# Ligeti Magda
Ligeti Magda (Budapest, 1909. október 6. – Budapest, 1977. április 18.) ideggyógyász, pszichoanalitikus, Peti Sándor (1898–1973) színész második felesége.

## Életpályája
Ligeti Jenő (1875–1969) újságíró, lapszerkesztő és Singer Antónia (1877–1959) leányaként született zsidó családban. A Szegedi Magyar Királyi Állami Árpádházi Szent Erzsébet Leánygimnáziumban érettségizett (1928). Felsőfokú tanulmányait a szegedi Ferenc József Tudományegyetem Orvostudományi Karán végezte, ahol 1934-ben avatták orvosdoktorrá. Egyetemei évei alatt ismerte meg Radnótit, akivel jó barátságba került. 1935 és 1943 között a Pesti Izraelita Hitközség Kórházának Idegosztályán dolgozott. A háború után rendelőintézeti orvos, főorvos volt. Pszichoanalízissel és a gyermekek nemi felvilágosításával foglalkozott. 1946-ban jelent meg Gyerekeknek felnőttekről című könyve, melynek egyik leghangosabb ellenzője Slachta Margit volt, aki a könyv betiltását követelte. Az államügyészség ugyancsak kezdeményezte a könyv betiltását, a vizsgálóbíró pedig ezt megítélte, s szemérem elleni vétség vádjával eljárást indítottak Ligeti Magda ellen. A könyvet bezúzták és soha többé nem adták ki magyarul.
Férje halála után öngyilkosságot kísérelt meg.
A Farkasréti temetőben nyugszik.

## Művei
- Menekülő lelkek (Budapest, 1943)
- Gyerekeknek felnőttekről (Budapest, 1946)